# معامره
معامره، روستایی از توابع بخش مرکزی شهرستان شادگان در استان خوزستان ایران است.
جمعیت این روستا را عشایر عرب تشکیل میدهند  معامره قسمتی از عشیره آلبوناظر جزو طایفه الدورقیه هستند که نسب آن ها به قبیله معروف وبزرگ (بنی تمیم) بر میگردد.
این روستا را ۳ خانواده که یک جد مشترک به نام ضاحی دارند تشکیل میشود.
نام این ۳ خانواده ب((بیت عراک،بیت براک ،و بیت حجی عبیس(عباس)) است.
طبق قوانین این روستا بزرگ روستا توسط افراد مسن وبزرگ خانواده ها انتخاب میکنند، وبعد از فوت بزرگ روستا بعد از تشکیل جلسه ای بین بزرگان یکی به عنوان جانشین آن انتخاب میکنند.
برحسب رسم این روستا  در صورت فوت یکی ازاهالی روستا به عنوان کمک به تعداد افراد ذکور لازم است مقداری پول را به صندوق روستا بدهند، تابه عنوان کمک هزینه خرج فاتحه را از دوش افراد غم دیده کم کند.

## جمعیت
این روستا در دهستان جفال قرار دارد و براساس سرشماری مرکز آمار ایران در سال ۱۳۸۵، جمعیت آن ۵۸۲ نفر (۸۶خانوار) بوده‌است.